# アーマード・コア4
『アーマード・コア4』（ARMORED CORE 4）は、フロム・ソフトウェアから発売されたプレイステーション3・Xbox 360用アクションゲームであり、アーマード・コアシリーズの11作目。プラットフォームの変更に伴い、舞台となる世界が変更された。
2008年3月19日には続編である『アーマード・コア フォーアンサー』（以下：『ACfA』）が発売された。

## 概要
PS2からPS3にプラットフォームが移り、ハードの性能が向上したため、サウンド・グラフィックも向上。シリーズ初のHD対応かつプログレッシブ出力に対応した作品である。本作はXbox 360にも発売されたことによりシリーズ初のマルチプラットフォーム作品となった。
パーツや世界設定は全て一新、システム面にもクイックブーストやプライマルアーマー等の新要素が加わった。パーツ数は過去作に比べると減少し、クイックブーストなど操作系の追加で使用するボタンが増えており、従来のシリーズとは操作体系が異なっている。
PS3版は振動機能に非対応。対応音声出力はオープニングのみドルビーデジタル5.1ch。ゲーム中はドルビープロロジックIIによる擬似5.1chでの出力。また、リニアPCM5.1chにも対応している。リニアPCM5.1ch出力時はゲーム中も5.1chで出力される。対応映像出力はNTSC,480p,720p。FRSメモリと呼ばれるネクストACの性能を強化するポイントの入手限界値が300。
Xbox 360版は振動機能に対応。対応映像出力は720p（D4）まで。対応音声出力はドルビーデジタル5.1ch。FRSメモリの入手限界値が337。一部ミッションでの敵の配置、隠しパーツの入手条件などがPS3版から変更されている。後述のレイレナード社およびイクバール社、オーメル社製のパーツ名、一部人物の名称、エンブレムなどが変更されている。本体のシステムソフトウェアのアップデートによりHDDへのインストールに対応した。
なお、PS3版はテクスチャに異方性フィルタリングが適用されている。Xbox 360版は異方性フィルタリングは適用されていないが、アンチエイリアスが掛かりジャギーが低減されている。また光の照り返し表現などのエフェクトが追加されており、フレームレートもPS3版より高い値を維持している。
また、今作ではパーツの強弱や性能等のバランスを調整するレギュレーションファイルをダウンロードすることが出来る。2007年9月16日現在、バージョン1.60（1.60x）が配信されている。レギュレーションは自由に変更できるが、公式戦は必ず最新レギュレーションが適用される。

## プロローグ
遠い未来、政府は統治能力を徐々に失い、それに伴って各地でテロ行為や暴動が頻発していた。それらを鎮圧し、秩序の回復を図るため、軍隊はより強力かつ高度に機械化され、軍に様々な兵器を供給する軍需企業もまた、数社の企業から成る強固な軍産複合体を形成し、その影響力を強めていった。
やがて加速する混乱により、経済システムが存亡の危機に陥ってしまう。実質的最高権力組織となっていた6つの企業組織は、新たな統治体制の確立を目指し、政府に対して全面戦争を開始した。
後に国家解体戦争と呼ばれるこの戦争は、企業側が投入した最新鋭兵器、特にコジマ技術などの最新技術を盛り込んだわずか30機にも満たない新兵器ネクストACによって、数多くの国家軍隊はなすすべもなく壊滅し、開戦からわずか一ヶ月程度で、企業側の圧倒的勝利で終結。これにより、企業による統治が開始された。
5年後、世界は様々な問題を内包しつつも表面上での安定を保っていた。
そんな中、国家解体戦争で負傷し、ネクスト技術の研究を産業としていたコロニー・アナトリアで療養を受けていたあるレイヴン（旧世代ACパイロット）が、同コロニー内にて保管されていた研究用のネクストを用いた傭兵となったことから物語は始まる。

## ゲームシステム
従来シリーズ同様にミッションをクリアしつつストーリーを進めていく。ゲーム開始時に6社の企業から機体を選ぶが、選択結果によるストーリーの変化は無い。ミッションはチャプター別でセットになっており、そのチャプター内の特定のミッションをいくつかクリアする事により次のチャプターへ移行する。ミッション内容にあわせた機体の構成が難易度に影響する部分が大きいが、事前の依頼説明で詳細が明かされない場合があり、再挑戦を余儀なくされることもある。その分失敗などによる減算、ゲームオーバー等のリスクはなく、クリアするまで何度もチャレンジが可能。
本作のみの新機能として、ロックオンした攻撃対象機体を固定することが可能となっている。デフォルトでは左スティックを押すごとに固定と解除を切り替えられる。攻撃対象の固定機能は次作『fA』では廃止された。
ブーストの仕様変更
ブーストの仕様が過去作から大きく変更され、本作ではブーストによるブーストゲージ消費が空中移動のみに変更され、地上移動では消費しなくなっている。過去作ではブーストを完全に消費するとチャージして満タンになるまでブーストを使用出来なかったが、本作ではブーストを完全に消費した場合は、地上に降りた後にゲージが徐々に回復するので、リロード時間を経て再びブーストを使用することができる。以下の各種ブーストと併用することで、過去作と比べて高速移動が容易となった。
オーバードブースト
過去作同様、高速移動のブーストは本作にも搭載されている。本作では過去作と比べて移動距離が若干短くなり、ブーストゲージとPAゲージの両方を消費するため、PAゲージが0になるとオーバードブーストを発動出来ない。
クイックブースト
本作より新たに搭載されたブーストで、これまでのブースト系の中ではさらに短い距離ながら素速い移動が可能となっている。オーバードブーストが広い場所での高速移動に適したブーストに対して、クイックブーストは狭い場所での高速移動や弾速の速い攻撃の回避に適しており、通常のブーストと併用することでオーバードブーストとの用途に合わせた使い分けをすることが可能となっている。
プライマルアーマー
機体周囲にコジマ粒子のバリアを発生する。これにより、機体ダメージの軽減等を図る。プライマルアーマー発生時はPAゲージを消費し、PAゲージが0になるとプライマルアーマーが解除されて、しばらくの間はプライマルアーマーを発動できない。尚、他作品では『ACE:R』に登場するナインボール・セラフがゲーム内にてプライマルアーマーを使用する。
熱量システムの廃止とECMの強化
前作までのユーザーには不評だった熱量システムが廃止された。一方で、本作ではECMが強化されており、ECMの影響でロックオン出来ないケースが過去作より多くなっている。
機体パーツ構成とガレージ画面の刷新
世界観が一新されたことで、機体パーツ構成は、腕部武器(右腕武器、左腕武器)、背中武器(右バック武器、左バック武器)、肩部武器、ハンガー武器、頭部、胸部、腕部、脚部、FCS、ジェネレータ、ブースター(メイン)、補助ブースター(バック、サイド、オーバード)、スタビライザー、チューンの構成。本作では肩部武器、補助ブースター、スタビライザーが新規に追加され、チューンについてもゲーム進行に伴って入手するメモリを割り当てるシステムとなっている。
機体図面
機体パーツやチューニング等で組み立てられたACは、システムデータとは別に機体図面としてデータ保存されるようになった。機体図面をロードすることで作成したACを読み込むことが可能になっている。保存された機体図面はプレイヤー同士での交換が可能。
エンブレム
従来作のドット打ちとは異なり、予め用意された複数のパーツを組み合わせる方式だが、色やサイズ、配置角の変更など自由度は高い。機体のカラーリングもより細かく設定できるようになり、自らデザインしたデカールを好きなサイズで貼り付ける機能も追加された。用意されたエンブレムパーツは同社のクロムハウンズと共通しているものもある。
新ハードモードの追加
ユーザーには不評だったハードモードが刷新されており、過去作ではゲーム開始時に選択していた難易度は、本作ではチャプタークリア後のフリーミッション選択時にノーマルモードかハードモードのいずれかを選択するシステムに変更された。ノーマルモードは過去作とほぼ同じくらいの易しめの難易度、ハードモードは前作『LR』とほぼ同じかそれ以上の高難易度となっている。尚、ランク査定はハードモードでは若干甘めの設定となっている。
オンライン対戦の追加
本作よりオンライン対戦にも対応しており、インターネットを通し最大8人でのリアルタイム対戦が可能。Xbox 360版はXbox LIVE ゴールド メンバーシップのみ。PS3版とXbox 360版同士のクロスプレイには非対応。
オンライン対戦では「公式戦」と「非公式戦」に分けられる。他のプレイヤーの機体構成やカラーリングなどのデータを纏めた「機体図面」の交換等も可能。公式戦は対戦をする度にその勝敗等の要素により「レーティング」と呼ばれるポイントが増減され、累積ポイントでユーザーがランキング形式で記録される。非公式戦はランキングに関係無いフリー対戦。公式戦、非公式戦ともに1vs1、4人又は8人のチーム戦、4人又は8人のバトルロイヤル戦の方式が用意されている。プライベートルームと呼ばれる身内だけの対戦を楽しむ事もできる。

## キャラクター

### メインキャラクター
主人公
リンクスNo.39。かつては伝説とまでいわれた腕利きのレイヴンだった男性。国家解体戦争で重傷を負うが、フィオナによって命を救われ、リンクスとして再び戦いに赴く。作中では名前が明かされず、所属するコロニー名から「アナトリアの傭兵」もしくは「レイヴン」と呼ばれている。AMS適性は高くない。
劇中で撃破されるリンクスは、ハードモードも含めると20人にのぼるが、その内17人が主人公により撃破されている。
『アーマード・コア』シリーズの主人公は作品中で過去や人物像が明らかにならない場合もあったが、今作では来歴や戦いの理由などが明確にされており、小説版でも人物像が描かれている。
ネクストが出来てからレイヴンの概念が無くなった為、レイヴンと呼ばれた実質最後の一人が彼でもある。
フィオナ・イェルネフェルト
声 - 坂本真綾
今作のオペレーター。ネクスト関係の研究者であるイェルネフェルト教授の娘で、プレイヤーの命の恩人。
アナトリアの為に主人公を利用することの負い目を感じており、傭兵として過酷な戦いに臨むその身を案じている。次回作『ACfA』にも登場する。
エミール・グスタフ
声 - 沢木郁也
イェルネフェルト教授の部下。教授亡き後、コロニーアナトリアの全権を担う。ネクスト技術者であったが、むしろ政治家として才能を発揮している。チャプター毎のストーリーは、彼の回想として語られている。
技術研究のために所有していたネクスト機体の戦闘力を新しい商品とすることを考え、主人公に計画への協力を依頼する。
ジョシュア・オブライエン
声 - 中田譲治
リンクスNo.40。フィオナとは旧知の仲でオーメル社の「JUDITH」をベースとした軽量2脚型ネクスト「ホワイト・グリント」に乗る傭兵。コロニー「アスピナ」に属する。登録ナンバーは最も新しいが、かつてはAMS技術の被検体であった為、高いAMS適性と長いネクスト搭乗歴をもつ。主人公とは時に味方、時に敵として度々戦場で相見える。彼のみ、撃破されても度々登場していた。
企業専属ではないため、陣営によらないパーツ構成のネクストに搭乗する。機体はアーキテクト、アブ・マーシュのデザインによるホワイト・グリント。次回作『ACfA』にも同名の機体が登場する。
主人公のレイレナード本社襲撃と同時期にアクアビットを壊滅させた。その数ヵ月後、オーメルの指示によりプロトタイプネクスト「00-ARETHA」を駆ってアナトリアを襲撃、主人公に決戦を挑む。
名前の正式な表記は「ジョシュア・O・ブライエン」。

### その他リンクス
ベルリオーズ
声 - 乃村健次
リンクスNo.1。レイレナード所属のオリジナルで、ネクストAC「シュープリス」を駆る。国家解体戦争で最も高い戦果を上げたレイレナードの英雄で、その実力が認められ、特例として他企業のパーツの使用が認められている。優秀な軍人であり、合理主義者。劇中ではレイレナード陣営の切り札であるAC部隊の一人として、主人公と激突する。その際、他の隊員は主人公をけなすが、ベルリオーズのみ、その実力を認めていた。
機体名はフランス語で「苦痛」「拷問」の意味。彼の登場するミッション「MARCHE AU SUPPLICE」とともに、フランスの作曲家エクトル・ベルリオーズの幻想交響曲に由来する。
サーダナ
声 - 青山穣
リンクスNo.2。イクバール所属オリジナル。ネクストAC「アートマン」を駆るリンクス。「イクバールの魔術師」と称され、本業は数学者であり、また敬虔な宗教家でもある。劇中ではゼクステクス世界空港に到着するGA重役抹殺のため、イクバール最精鋭“バーラット部隊”を率い、ハードモードでは特殊部隊“バーラットアサド”も引き連れて奇襲攻撃を仕掛けてくる。
主人公の事を「面白い素材」と呼んだ。
サーダナはサンスクリット語で「修行」を意味し、アートマンはインド哲学の概念の1つである「我」の意。
アンジェ
声 - 甲斐田裕子
リンクスNo.3。レイレナード所属のオリジナルで、ネクストAC「オルレア」を駆る女性リンクス。国家解体戦争では最も多くのレイヴンを撃破し“烏殺し”の異名を持ち、リンクス戦争でも多くのリンクスを撃破している。
乗機オルレアは標準機03-AALIYAHのコンセプトを先鋭化させた近接格闘型。メインブースタ、FCS、レーザーブレード「07-MOONLIGHT」は彼女専用に開発されたパーツ。
V.I.シリーズの「ウェポンキット13」は彼女のアセンブルそのものである。
劇中では、主人公を廃工場に呼び出しての決闘を申し込む。
リンクス名と機体名の由来は、「オルレアンの乙女」「ジャンヌ・ダルク」から。
レオハルト
声 - 増川洋一
リンクスNo.4。ローゼンタール唯一のオリジナル。ネクストAC「ノブリス・オブリージュ」を駆るリンクス。極端な少数精鋭主義によるエリートで、参加したすべての作戦で一定以上の結果を残す。
乗機は初期PVに登場したACと同様のアセンブルだが、右腕と左腕の武器が異なっている。機体のエネルギーに余裕がないため、背中武器はミッション、シミュレーター共に使用することはほとんど無い。劇中では、ミド・アウリエルともう一人のリンクス（ミッションでは既に撃破され、名称は不明）と共にレイレナードAC部隊と激突する。
機体名はフランス語で「高貴なる者が負うべき義務」を意味する。
開発当初におけるコンセプトイメージは「破壊天使」で、ネクストACが従来型のノーマルACを遥かに凌駕する戦闘力を持つ事を示すキーワードとなっている。
開発初期PVでノーマルを圧倒した機体として登場するが、デザインは細かい部分が所々修正され、カラーリングも微妙に異なる。
メアリー・シェリー
リンクスNo.5。BFF軍部に所属するオリジナルで、ネクストAC「プロメシュース」を駆る女性リンクスでもある。同社の遠距離狙撃という戦術を確立し、女帝とも表現される。自らの優性に絶大な自信を持ち、いかなる状況でも自らの勝利を信じて疑わない。劇中では渓谷で主人公と激突する。
リンクス名と機体名は、イギリスの小説家メアリー・シェリとその著書である「フランケンシュタイン、あるいは現代のプロメテウス」から。
セロ
リンクスNo.6。オーメル・サイエンス・テクノロジー所属のリンクス。ネクストAC「テスタメント」を駆る。桁外れのAMS適性を持つ一方、その気質は幼い。ハードモードの場合のみ、最終ミッションで登場する。
オーバードブーストやクイックブーストを多用する高速戦闘を展開する。
機体名は「聖書」を意味する。
サー・マウロスク
声 - 最上嗣生
リンクスNo.9。レオーネメカニカ所属のオリジナル。ネクストAC「ラムダ」を駆るリンクス。実力は確かだが自尊心が非常に強く、権力志向の強い潜在的危険分子とされ、レオーネ社は運用に関して細心の注意を払っている。他者を見下す様な言動が多く、劣勢に立たされると苛立った口調になる。
EN兵器やEN消費量の少ないパーツを多用したインテリオル・ユニオンらしい機体構成で、PA整波装置を装備した数少ないネクストACの一つ。戦闘においてはOBを多用する。
メノ・ルー
声 - 黒河奈美
リンクスNo.10。GA所属のオリジナルで同社の切り札。高い火力と装甲を特徴とする重量二脚タイプのネクストAC「プリミティブライト」を駆る。戦いに一切の迷いはないものの、主人公を追い詰めると弔うかの様な台詞を発する。劇中ではGAEハイダ工廠を粛清に来た主人公を撃破するために登場した。
PS3版とXbox 360版でエンブレムが異なる。
ザンニ
リンクスNo.12。レイレナード所属のオリジナル。ネクストAC「ラフカット」を駆るリンクス。逆関節特有のジャンプ力と高出力ブースタによる三次元的な戦闘を展開する。劇中ではレイレナード陣営の切り札であるAC部隊の一人として主人公と激突する。
乗機「ラフカット」は肩武器にアクアビット社の追加PA整波装置を装備する。
ザンニとは「召し使い」を意味し、ラフカットは「荒く組んだ」の意。
シェリング
リンクスNo.14。アルドラ所属のオリジナル。ネクストAC「クリティーク」を駆るリンクス。国家解体戦争以前からレイヴンとして活躍しており、高い機体性能を過信することのない堅実な戦闘スタイルで敵を圧倒する。
EN負荷の少ない本体に、主力となる高出力のEN兵器「HLR01-CANOPUS」を装備する。
彼との戦闘の際、BFFフロート型ノーマル「047AC-F」の搭乗者ネスタがシェリングに話しかけてくる。主人公を捕捉するとそのまま部隊と共に撤退するが、難易度ハードの場合、彼はクリティークに先じて主人公に銃を向け、散ってゆくこととなる。
アンシール
声 - 布施雅英
リンクスNo.15。BFF所属のオリジナル。ネクストAC「レッドキャップ」を駆るリンクス。勝つためには手段を選ばない曲者で、ECMを使用し、敵のレーダーを無効化した状態での一方的な狙撃を好む。粗暴な性格で、戦いの最中に「時代遅れ」「雑魚」などの悪口雑言を放つ。劇中ではレイレナード陣営の切り札であるAC部隊の一人として主人公と激突する。
同社の四脚型脚部に加え、スナイパーライフルを中心とした遠距離武器とECMを装備し、狙撃に特化した機体構成となっているが、同社所属のACには珍しくレーザーブレードを装備している。
霞スミカ
リンクスNo.16。レオーネメカニカ所属の謎の多い女性オリジナル。続編『ACfA』にて意外な形で登場する。
乗機「シリエジオ」にはレールガンなど同社製の最新鋭パーツが使用されており、実質的な同社の最高戦力と目されている。
フランシスカ
声 - 黒河奈美
リンクスNo.19のBFF所属のオリジナル。ネクストAC「ヘリックス（Helix:螺旋の意）I」を駆る女性リンクス。名門ウォルコットの末裔で、実弟のユージンと組んで出撃することが多い。基本的に前衛を担当するものの、劇中では単機での戦闘能力はそれほど高くないと言われている。
劇中でも姉弟で主人公の前に現れ、姉弟らしい通信を交わしている。
ユージン
リンクスNo.20のBFF所属のリンクスで、ネクストAC「ヘリックスII」を駆る。安定したAMS適性で知られており、実姉フランシスカと出撃する際は支援に徹することが多いものの、冷静な状況判断で高い評価を得ている。
同社の四脚型脚部に重武装を施した機体を操り、スナイパーライフルを主軸とするほか、右背中には一撃必殺の威力を持つコジマキャノンを搭載する。
劇中では姉弟そろって主人公の前に現れる。姉と同じく互いに気を遣いあう様子がみられ、主人公がフランシスカを撃破した後にユージンに撃破されると、憎悪を込めた台詞を述べる。
P.ダム
リンクスNo.21。アクアビット所属のオリジナル。コジマライフルの武器腕を搭載したネクストAC「ヒラリエス」を駆る女性リンクス。劇中ではレイレナード陣営の切り札であるAC部隊の一人として主人公と激突する。
ワカ
リンクスNo.24。有沢重工のタンク「KIRITSUMI」に、自社製武器を満遍無く装備したタンクタイプネクストAC「車懸」を駆るオリジナルリンクス。劇中では登場せず、シミュレーションで戦闘するのみである。かなりの重量過多で高速戦闘という概念を度外視した機体構成だが、装甲の堅牢さと桁外れの火力を持つ。
ワカの英語表記は「Wacar」で、車懸とは戦国時代に存在した陣形の一つ。
ボリスビッチ
リンクスNo.25。テクノラート所属の中年リンクス。ロケット砲を複数搭載したネクストAC「バガモール」を駆る。同社製の武器と同じく、大味で精度にかける戦いを展開するが、火力自体は非常に高い。ハードモードのみ、マグリブ解放戦線の一員として主人公を強襲する。
ローディー
リンクスNo.36。GAに所属し、武器腕を装備した重量二脚ネクストAC「フィードバック」を駆る。AMS適性は非常に低く、「粗製リンクス」と揶揄されている。劇中では登場せず、シミュレーションでの戦闘のみ。
フィードバックとは、調節能力の名称の一つ。
アマジーグ
声 - 小野大輔
ホワイトアフリカの反体制組織「マグリブ解放戦線」に所属するリンクスで、「砂漠の狼」とも呼ばれている。イクバール標準機ベースのイレギュラー・ネクスト「バルバロイ」を駆る。味方をコジマ汚染から守る為に単独で戦い続け、マグリブ解放戦線内では英雄視されている。ストーリー上では、主人公と最初に戦うことになる。
AMS適性は最低ランクだが、それによる致命的な精神負荷で自身を追い込む事により、高い戦闘力を引き出している。
スス
ホワイトアフリカの反体制組織「マグリブ解放戦線」に所属するリンクスの一人。有沢重工のタンクタイプのイレギュラー・ネクスト「アシュートミニア」を駆る。AMS適正が極めて低く、その負荷のせいか戦闘中の台詞は全て片言になっている。判断力が鈍く、その戦闘能力はアマジーグに遠く及ばない。
劇中ではアマジーグの敵討ちとして工場を占拠、多数のノーマルと武装車を伴って主人公を迎え撃つ。撃墜された際に「ファ、ファーティマ…」と残して散る。
マグリブ解放戦線のイレギュラーネクストは二人とも、アーキテクト「ハイレディン」によるデザイン。

## 登場組織
GA (Global Armaments)
パックス最大勢力である巨大企業。GAアメリカを筆頭に、欧州法人で兵器開発分野で独自性を発揮するGAヨーロッパ、電子系を母体とするハイテク企業MSACインターナショナル、ロケットエンジン技術に優れるクーガー、軍用車両や炸薬開発に強い有澤重工等の企業を抱える。
しかし、組織内部は一枚岩ではなく、GAアメリカとGAヨーロッパの間で内紛が起こっており、GAヨーロッパはGAグループと対立関係にあるレイレナード系の企業、アクアビットとコジマ技術部門で提携している。これに対し、GAアメリカは協調関係にあるローゼンタール系のオーメル・サイエンス・テクノロジーのコジマ技術を用いている。また、BFFとは化石燃料市場を巡り対立関係にある。
ネクスト及びコジマ技術に関しては戦力・技術的にも他社の後塵を拝しており、「老いた巨人」とも揶揄される。その様な情勢の背景が主人公を傭兵として受け入れる要因となった。
ローゼンタール (Rosenthal)
汎用的な兵器を得意とする軍事企業。ネクスト技術において、BFFとは民族関係を背景に協調関係にあったが、現在は主義の違いを理由に対立関係にある。財閥系企業であり、世俗的な知名度も高い。
コジマ技術の独自開発に成功したオーメル・サイエンス・テクノロジーと提携している。高い技術力を持ち、西アジアに拠点を構えるオーメル・サイエンス・テクノロジーは歴史的経緯からイクバールとも協力関係にある。その反面、コジマ技術のリーディングカンパニーのアクアビットを擁するレイレナードとは対立関係にある。
『アナザーストーリーVol.1』に登場するミヒャエル・フランチェスカはローゼンタールに所属しており、Vol.3『リンクスレポート』を執筆しているという設定のミド・アウリエルはオーメル所属のリンクスである。
レイレナード (Rayleonard）
元々はエネルギー関連の企業であったが、超高密度水素吸着合金やコジマ技術を用いたAC用ジェネレーターの開発を行うなど、ネクスト技術の根幹を担う。軍需品はネクストAC用に特化しており、高機動型ネクストが知られている。企業体としては新参で他の企業グループの比較すると規模・勢力は高くはない。通常戦力の物量面は友好的な企業グループの戦力に頼らざるを得ない脆弱を併せ持つ。
カナダ北部の湖上にある施設《エグザウィル》に本社を構えている。一風変わった施設の構造をしているため、その施設を支える柱の破壊が施設への致命的なダメージになってしまう。
コジマ技術のリーディングカンパニーであるアクアビットとは密接な関係にある。アクアビットは北欧に拠点を構える伝統あるエレクトロニクス系軍事企業であり、GAヨーロッパともコジマ技術部門で提携している。
インテリオル・ユニオンとはノーマル開発期から提携関係にある。
最新のコジマ技術を有すると共に所属するリンクスの質も高く、企業間戦争の急先鋒的な存在でもあった。しかし、逆にネクスト戦力に偏った軍事編成となっており、BFFが壊滅すると軍事インフラの低下を招く。その後、自社の所有するネクストを総動員し反撃を試みるも最終的に主人公にそのほとんどを各個撃破され、本社《エグザウィル》の壊滅により崩壊する。
二社共にノーマルの開発を行っていない。劇中に登場するレイレナード社製の新型ネクスト002－Bはリンクスが搭乗しておらず、制御は自社リンクスの統合制御体のデータを使い作られたAIであるとされ、未完成のため制御がおぼつかない時がある。
企業名は男性の名前「レイ (Ray)」と「レナード (Leonard)」をあわせたものである。
BFF (Bernard and Felix Foundation)
積極的なM&Aを進めることにより力をつけてきた総合企業。単体の企業のみで構成されているものの、欧州最大の規模を持つ。軍需品は狙撃用パーツなど精密なものが多い。
伝統的にローゼンタールと協調関係にある。ただし、公式サイトの企業相関図には、民族主義から対立している事が記されている。
極端な中央集権体制を敷いており、本社機能は大型艦「クィーンズランス」に集約されているが、逆にこれが仇となり、同艦撃沈によって首脳陣を喪失する大打撃を受けた。以後は企業体としての統制が全く取れなくなってしまい、世界各地のBFF残存勢力が残党化しテロリスト染みた手段による抵抗が続く。BFFの軍事インフラに頼り切っていたレイレナード陣営は戦力不足に追い込まれていく事となる。
インテリオル・ユニオン (Interior Union)
レオーネメカニカ、メリエス、アルドラの三社による連合企業。エネルギーを用いた兵器を得意とする。
レオーネメカニカはインテリオル・ユニオンの盟主を務めるハイテク系軍事企業であり、欧州2位の規模を持つ。メリエスはレーザー技術部門におけるリーディングカンパニーであると同時に、ロケットエンジン部門でも専門性を発揮する。アルドラはアクチュエーター開発に優れ、実弾兵器部門にも進出している。
アナザーストーリーに登場するリンクスの1人、セーラ・アンジェリック・スメラギはレオーネメカニカに所属している。
レイレナード社とはノーマルAC開発期から密接な関係にあり、GA・レイレナードの武力衝突が勃発するとレイレナード陣営に付く。GAとは比較的友好的な関係を維持していたが、この際に断絶した。しかし、オーストラリアに所有していた重要な発電施設「メガリス」を破壊されると、早々に戦線から離脱する。
イクバール (Eqbal)
豊富な人的資源と生産力を武器に、南アジア経済圏を実質的に支配する企業体。有機的な意匠と高い機動性を持つネクストを開発しており、他グループとは異なる発想の装備も開発している。
支配地域に紛争地域が多く含まれているため実戦テストを行いやすい環境にあり、その結果が兵器開発に反映されている。
歴史的経緯からオーメル・サイエンス・テクノロジーとは協調関係にある。
子会社のテクノクラートは総じて技術レベルが低いため、イクバールとの提携が命綱となっている。

## 用語
アナトリア
主人公が所属する小規模なコロニー。かつてはイェルネフェルト教授の生み出した最先端技術を基幹産業としていたが、教授の死後に技術が流出したことで存亡の危機に陥り、エミールの発案により技術研究用のネクストを用いた傭兵業で生き残りを図った。主人公の目覚しい活躍によって発展を遂げることになるが、ジョシュア・オブライエンが駆るプロトネクストに襲撃され多大な損害を受けた。
コジマ粒子
国家解体戦争の7年前に発見された新物質。発見者の名前を取ってコジマ粒子と命名された。
アクアビットとオーメル・サイエンス・テクノロジーがこれを軍事技術へ応用する事に成功し、現在ではネクストをはじめとしてプライマルアーマー、コジマキャノン等に転用されている。
環境に対して非常に大きな悪影響を及ぼす汚染物質でもあり、使用には厳しい制約が伴う。また恒常的にコジマ粒子に晒されているリンクスは、概して短命であるといわれる。
コジマ技術
コジマ粒子の特性を用いた技術、とりわけ軍事方面における先端技術を指す。プライマルアーマーやコジマキャノン、ネクスト用オーバードブーストなどがこれに該当する。
現在ではレイレナード、アクアビット、オーメル・サイエンス・テクノロジーの3社がこの分野における先端企業といわれる。
国家解体戦争
人口爆発による、食糧およびエネルギー資源の慢性的な不足などによって統治能力の低下した国家に対し、新しい秩序の構築を目指す巨大企業グループによって引き起こされた全面戦争。
企業側の一方的な奇襲によって始まった、人類史上に類を見ない大規模クーデターであり、短期間の内に企業側の圧倒的な勝利によって決着した。この戦争に切り札として投入された少数のネクストACが、従来の戦力を圧倒し、企業の支配権が確立する事となる。
コロニー
一種の特権階級にある企業関係者を除き、人口のほとんどが住む居住区。小都市国家級から、小さな村落まで、大小様々な規模なものが存在する。
市場経済の流れは企業とコロニーの代表の間にのみ成立しているため、一般のコロニー居住者は、その外に置かれ、労働の対価として衣食住および安全を配給されている。
食糧や資源の不足は解決しておらず、コロニー間の直接取引も公式には認められていないため、一部の例外を除き、生活は極めて貧しい。
ネクストAC
ノーマルをベースに最新技術を惜しみなく投入した次世代AC。国家解体戦争で初めて実戦投入され、企業側の切り札となった。
アクアビット社のコジマ技術、アスピナ機関のアレゴリーマニピュレイトシステム（AMS）など多くの先端技術を使用し、ノーマルとは比較にならない戦闘能力を持つ。アナザーストーリーVol.4『熱砂の嵐』の主人公、シーモック・ドリはノーマルとネクストの能力差を、T-34でM1A2に挑むようなものと語っている。
企業の持つ強大な権力の象徴でもあり、パイロット適格者と技術的、政治的理由により、通常はコロニーあるいは武装勢力がネクストを有することはできない。
アーマードコア（AC）
劇中ではネクストに対比して「ノーマル」と呼称される。国家の統治能力減退に比例するように顕在化したテロと暴動の脅威に対抗すべく開発された「圧倒的な火力、制圧力を実現する人型汎用兵器」。
国家解体戦争以前においては、戦場における最大の脅威となった兵器であったが、企業統治下の現在では、一部の最新型あるいは特化型を除いて、その戦闘力や重要度は、PAとAMSを搭載したネクストACに遠く及ばない。一方で、ネクストと異なり量産可能である事から企業軍の量的な中核という地位は健在であり、コロニーあるいは武装勢力のレベルでは、ノーマルが未だ最強の部類に属する。動力源は燃料電池。
パックス・エコノミカ
国家解体戦争の勝利によって世界を実質的に統治するようになった巨大企業体のスローガン。そもそもは「パックス・ロマーナ」から派生した言葉であり、ラテン語で《経済による平和》を意味する。
パックスは作中における世界行政体制の略語として位置付けられている。
マイノリティ
人種や意見など、何らかの類別を行った際に、人口に対する割合の少ない集団のこと。少数派。設定上では、ミド・アウリエルなどが人種的マイノリティとされている。
マグリブ解放戦線
ホワイトアフリカに本拠を置く反体制武装組織。GAやイクバール製の兵器を中心とした戦力の他、「イレギュラー」と呼ばれる管理機構下にないネクスト二体を保有している。単なる武装勢力と呼ぶにはあまりに充実した戦力を持っており、テロの名を借りた大企業間の代理戦争を担っているという側面もある。
リンクス
ネクストACの搭乗者を指す言葉。
ネクストの操縦システムであるAMSは搭乗者の能力を機体の戦闘能力にダイレクトに反映させる反面、特異な知的能力を要求する。これを訓練などによって獲得することは極めて困難であり、生来の素質が重要となる。AMS適性の低いリンクスの場合、人間型の手首を廃し、武装を直接内蔵した武器腕をネクストACに採用することで操縦の負担を軽減している例もある。
一種の天才とも評され、軍人ではなく、企業に囲われた被験者や被験体であった場合も多い。
企業管理機構により管理ナンバーが振られているが、国家解体戦争当時からのリンクスはオリジナルと呼ばれる。現存するリンクスの過半数はオリジナルであり、戦後新たにリンクスとなった者は少ない。
表記はLinksだが、山猫を意味するLynxと同じ発音であり、そちらの意味合いに掛けて使われることもある。
リンクス戦争
本作の舞台となる大企業同士の全面戦争。
GA本社が行った、アクアビットと水面下で提携していたGAEハイダ工廠への粛清、それに対するアクアビット社のGAグループへの宣戦布告に端を発し、企業群をオーメル、レイレナード陣営に二分する世界戦争へと発展した。すでに国家に代わり世界を支配していた企業の存亡をかけた戦いは、ネクストをはじめとしたコジマ兵器同士の大規模戦闘を招き、結果としてコジマ汚染が世界中に拡大。最終的にレイレナードとアクアビットの壊滅により、戦争が終結した。戦後、いくつかの企業は崩壊の道を辿り、生き残った企業もまた支配体制の維持が困難なほど疲弊した。
レイヴン
本作におけるレイヴンとはノーマルに搭乗する職業傭兵の総称として扱われている。高い単体戦力と搭乗者の専門性を持つが、国家解体戦争の後、著しい不遇に喘いでおり、その多くは企業にやとわれるか、端金でコロニーの自警を担うか、武装勢力に身を窶している。主人公もフィオナに救われる前はレイヴンだった。
オリジナル
国家解体戦争に参戦した26名のリンクスの呼称。国家解体戦争での功績順に番号が振り分けられており、番号が若ければ若いほど多大な戦果をあげた実力者ということになっている。但し、国家解体戦争ではネクスト同士が敵対することはなかったため、対ネクスト戦における実力とは必ずしも一致しない。NO.10以上のオリジナルは各企業内の最強戦力とされ、彼らの使用しているネクストの兵装は各企業が彼ら専用に開発した物である。NO.1ベルリオーズはその実力から、特例として系列外企業のパーツ使用を許されており、敵対陣営である企業のパーツも使用している。

## 開発
本作のプロトタイプの製作途中にディレクターが宮崎英高に交代した。宮崎本人は4Gamer.netとのインタビューの中で、ほぼPS3ローンチに合わせたタイミングだったうえ、残された時間もわずかであり、今考えてもかなり無茶な話だったと振り返りつつも、得難い経験だったとも話している。

## 評価
電撃オンラインのキャナ☆メンは、ハードの世代交代に加え、パーツやシステムの刷新による対戦環境の激変や、オンライン対戦の導入など、ユーザーにとって大きな変化がいっぺんにまとめてきた作品だと述べ、一言で言い表すならば「節目」だとしている。

## AC4 アナザーストーリー
『AC4』の発表に合わせて、国家解体戦争から本編開始前までを描いた5つの外伝作品がそれぞれ異なる媒体で連載されている。
『ARMORED CORE Retribution』（「電撃ホビーマガジン」）
ネクストACに先立ってコジマ技術を導入し試作された特殊ノーマルAC部隊「サフィラス・フォース」をめぐるフォトストーリー。コトブキヤからリリースされているプラキット、V.I.（ヴァリアブル・インフィニティ）シリーズの作例を用いている。
アナザーストーリーVol.1 『海上空港奪還作戦』（アーマード・コア公式ウェブサイト及び雑誌広告）
ローゼンタール所属のリンクス、ミヒャエル・フランツィスカーナの挑むミッションを描く。
アナザーストーリーVol.2（店頭フライヤー連載）
旧政府軍残党の掃討を命じられたレオーネ・メカニカ所属の最年少リンクス、セーラ・アンジェリック・スメラギの戦いを描く。
アナザーストーリーVol.3 『リンクスレポート』（アーマード・コア公式ウェブサイト）
後にオーメル・サイエンステクノロジー所属のリンクスとなるミド・アウリエルが綴るブログ。普通の学生だった彼女がリンクスになるまでの過程を辿る。
アナザーストーリーVol.4 『熱砂の嵐』（GyaO）
タンク型のノーマルACで世界を転戦するレイヴン、シーモック・ドリがネクストACとの絶望的な戦いに挑む。

### アナザーストーリーのメインキャラクター
ミヒャエル・フランツィスカーナ（媒体によってはフランチェスカ）
リンクスNo.27。ローゼンタール所属で中量2脚型ネクスト「カノンフォーゲル」に搭乗する。国家解体戦争終結後に登録されたリンクスであるが、コジマ技術を用いて試作されたノーマルAC部隊「サフィラス・フォース」に所属し、国家解体戦争を戦い抜いた経歴の持ち主で、経歴からオリジナルと同列に扱われる場合もあった。
第二次大戦ならば叙勲されていたと評される戦歴から、「卿」の敬称つきで呼ばれることがあるが、本人の家系は貴族の家柄ではなく、父親もビール醸造所の杜氏だった。
カノンフォーゲルという機体名は、彼の故郷の英雄が駆っていた爆撃機の名称を借りたものという設定があり、史実上ハンス・ウルリッヒ・ルーデルが第二次大戦中に駆ったJu87G-2 スツーカ・カノンフォーゲルが同じ呼称を持っている。
『Retribution』と『アナザーストーリーVol.1』に登場。
セーラ・アンジェリック・スメラギ
リンクスNo.31。わずか14歳で登録されたレオーネ・メカニカ所属の最年少リンクス。かつて自らを悲惨な境遇から救ってくれたサフィラス・フォースの機体を模した中量2脚型ネクスト「ブルー・ネクスト」を駆る。ピーマン嫌い。
スメラギという姓はリンクス養成施設に入ってから付け加えられたもので、元々のフルネームはセーラ・アンジェリック。
『アナザーストーリーVol.1』以外全ての作品に登場。『Vol.3』に関しては直接その名前が出るわけではない。
ミド・アウリエル
声 - 甲斐田裕子
リンクスNo.30。オーメル・サイエンステクノロジー所属で、近接戦志向の軽量2脚型ネクスト「ナル」に搭乗する。身長168cm、20歳。血液型はO型。人種はマイノリティとされるが、詳細は不明。
ネクストによって世界に平和をもたらすことに強い使命感を燃やす。リンクス養成施設にてセーラや後の本編主人公とおぼしき元レイヴンと面識をもっている。
『アナザーストーリーVol.3』に登場。本編にも僚機として登場する。
イサミ・ジャッシュ
サフィラス・フォースの一機「AZ-01 GAEA UN」を駆る15歳のレイヴン。料理が得意な明るい性格の少年だが、同じサフィラス・フォースのミヒャエルが搭乗する機体「AZ-02」を兄の仇と狙っており、内に激しい復讐心を秘めている。
ナンバーは与えられていないが、AMS適性を有していた。
『Retribution』の主人公。
シーモック・ドリ
エチナコロニーに所属するベテランレイヴンで、中佐の階級を持つ。難病の息子の治療代を稼ぐ為にレイヴンとなった経緯を持つが、現在はすでに天涯孤独の身である。
普段はタンク型のノーマルACに搭乗するが、様々な機体構成の変更に対応できる腕の持ち主。レイヴンとしての意地と誇りに懸けてセーラのブルー・ネクストに挑む。
『アナザーストーリーVol.4』のラストでエチナの部下と共に軍を離れ、以後は傭兵として戦場を渡り歩く。『Retribution』にて再登場した際は中量2脚型ACを乗機としていたが、長年タンク型を扱っていたためか、2脚ACの乗り心地に不満を漏らしていた。
『アナザーストーリーVol.4』と『Retribution』に登場。